# Albert Lerat
 (janvier 2024).
Si vous disposez d'ouvrages ou d'articles de référence ou si vous connaissez des sites web de qualité traitant du thème abordé ici, merci de compléter l'article en donnant les références utiles à sa vérifiabilité et en les liant à la section « Notes et références ».
Albert Lerat, né et mort à des dates inconnues, est un bobeur belge.

## Carrière
Albert Lerat est aussi présent aux Championnats du monde 1947 à Saint-Moritz et remporte une médaille d'argent en bob à quatre.

## Palmarès

### Championnats du monde
- : médaillé d'argent en bob à quatre aux Championnats du monde 1947.